# Karacaali, Kırıkkale
Karacaali là một xã thuộc thành phố Kırıkkale, tỉnh Kırıkkale, Thổ Nhĩ Kỳ. Dân số thời điểm năm 2010 là 369 người.